# Celosia caudata
Celosia caudata är en amarantväxtart som beskrevs av Vahl. Celosia caudata ingår i släktet celosior, och familjen amarantväxter. Inga underarter finns listade i Catalogue of Life.